# Marcelo Martins Moreno
Marcelo Martins Moreno, född 18 juni 1987 i Santa Cruz de la Sierra, Bolivia, är en fotbollsspelare som spelar för brasilianska Cruzeiro. Han spelar också för Bolivias landslag.

## Meriter

### Klubblag
Cruzeiro
- Campeonato Mineiro: 2008, 2014
- Campeonato Brasileiro Série A: 2014

FK Sjachtar Donetsk
- Uefacupen: 2008–09
- Premjer-liha: 2010–11

Flamengo
- Copa do Brasil: 2013

### Individuellt
Cruzeiro
- Copa Libertadores: skytteligavinnare 2008 (8 mål)